# Oecanthodes
Oecanthodes is een geslacht van rechtvleugeligen uit de familie krekels (Gryllidae). De wetenschappelijke naam van dit geslacht is voor het eerst geldig gepubliceerd in 1988 door Toms & Otte.

## Soorten
Het geslacht Oecanthodes  is monotypisch en omvat slechts de volgende soort:
- Oecanthodes anomala (Toms & Otte, 1988)